# Чон Сон
У цьому корейському імені прізвище (Чон) стоїть перед особистим ім'ям.
Чон Сон (кор. 정선; 1676—1759) — корейський художник-пейзажист. Серед його робіт — картини тушшю та аквареллю, такі як Після дощу на горі Інвансан (1751), Гори Кимгансан (1734), а також численні пейзажні картини «правдивого погляду» на тему Кореї та історії її культури. Він вважається одним із найвідоміших корейських художників епохи Чосон. Пейзажі, які він створив, відображають більшість географічних особливостей Кореї. Його стиль більш реалістичний, ніж абстрактний.

## Біографія
Чон народився 16 лютого 1676 року в районі Чонно в Сеулі, в районі Чонгун-дон. Він походив з бідної родини чиновників (янбан). Ще з дитинства він відзначався художніми здібностями. Але його сім'я була настільки бідною, що він не зміг стати відомим художником. Однак, його талант був високо оцінений сусідами, які належали до аристократичного роду, і за їхньою рекомендацією був допущений до роботи в Художнє бюро Чосона, а також створював пейзажі для меценатів і дворян.
У 1711 році, коли йому було 36 років, він разом із місцевим губернатором Пак Тхе-ю (1648—1746) здійснив подорож на гору Гимган і створив альбом із 13 картин «Гора Пунгак, рік Сін-мьо».
Наступного року, під час наступної подорожі на гору Гимган, він створив альбом із 30 картин «Реалістичні зображення моря та гір».
У 1716 році, коли йому виповнився 41 рік, він отримав посаду Геомгьосу (兼敎授; надзвичайний професор) в Управлінні зі спостереження за природними явищами. Це було зроблено з урахуванням того, що Чон Сон з самого початку добре знався на Книзі Змін та астрономії. Але це дало йому подальший поштовх і офіційну посаду. Він служив районним суддею в Хаяні (1721—1726), Чхонху (бл. 1733) та Янчхоні (1740—1745). Пізніше його вшанував король Йонджо, який присвоїв йому офіційний титул четвертого рангу в 1754 році та другого рангу в 1756 році.

## Роль в культурі
Чон Сон один з найвідоміших корейських художників. Він надихнув інших корейських художників які працювали після нього наслідувати його манеру творчості, та залишив значний вплив на корейське мистецтво. Він був найвидатнішим художником пізньої династії Чосон. Він є першим художником корейських пейзажів, що зображають справжній вид з вікна. Відрізняючись від попередніх технік і традиційних китайських стилів, він створив новий стиль живопису, що зображував краєвиди Кореї.
До кінця десятиліття митець розробив свій власний, більш реалістичний стиль. Це відрізняло його від панівної на той час китайської літературної традиції ідеалізованого та абстрактного пейзажного мистецтва.

## Стиль
Чон Сон був одним з небагатьох відомих корейських художників, які відійшли від традиційних китайських стилів. Відомо, що він часто виходив зі своєї майстерні та малював світ навколо себе, таким, яким він його бачив. Його картини класифікують як частину Південної школи, але він розвинув свій власний стиль, реалістично зображуючи природні сцени, такі як гори та струмки, сміливими мазками пензля.
Основною характеристикою його робіт є переплетення темних і світлих ділянок, створених шарами розмиву туші та ліній. Його гори пронизані лісами, які, своєю чергою, освітлені туманами та водоспадами. Рослинність виконана крапками, в цій техніці відчувається вплив китайського художника Мі Фея(1052—1107).

## Галерея

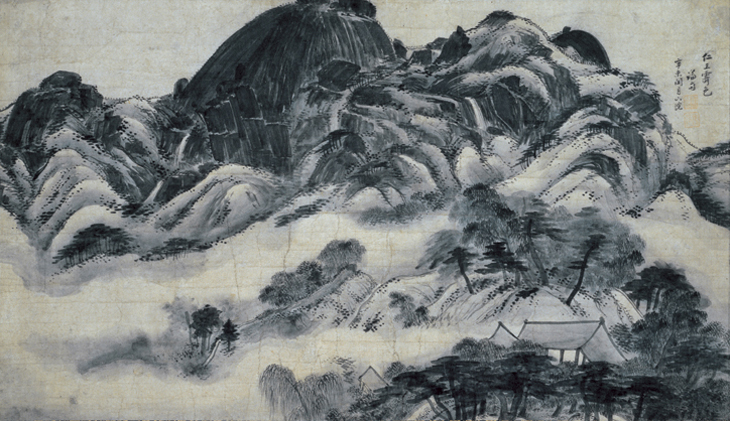
Після дощу на горі Інвансан
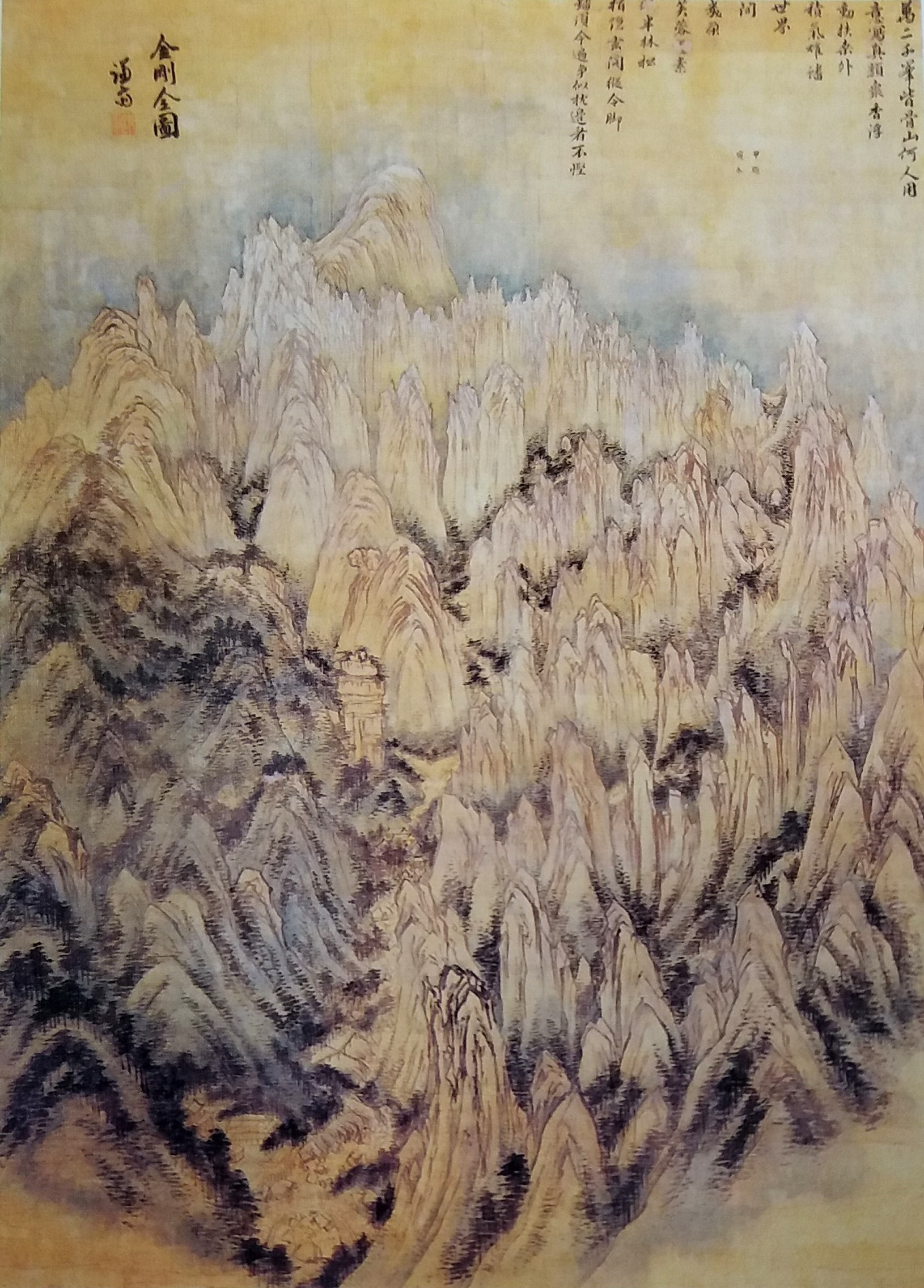
Гори Кимгансан
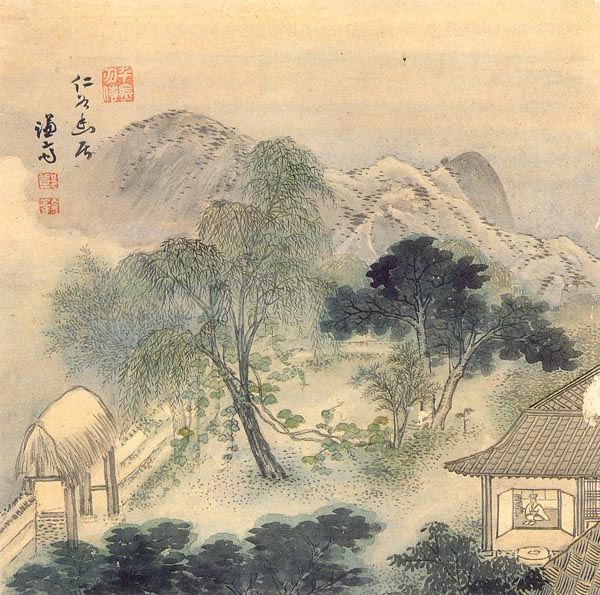
Самотня хатина в долині біля гори Інвансан